# دیو لتیری
دیو لتیری (انگلیسی: Dave Lettieri؛ زادهٔ ۳۰ ژانویهٔ ۱۹۶۴) دوچرخه‌سوار اهل ایالات متحده آمریکا است. وی در بازی‌های المپیک تابستانی ۱۹۸۸ شرکت کرده است.